# Thabanchuia oomie
La thabanchuia (Thabanchuia oomie) è un anfibio temnospondilo estinto, appartenente agli dvinosauri. Visse nel Triassico inferiore (Induano, circa 252 - 251 milioni di anni fa) e i suoi resti fossili sono stati ritrovati in Sudafrica.

## Descrizione
Questo animale, simile a una salamandra, era dotato di un corpo allungato a causa di un sovrannumero di vertebre presacrali. Le zampe erano molto corte, ma ben ossificate. Le vertebre erano dotate di centri vertebrali diplospondili (ovvero formati da due unità assai simili). I fossili di Thabanchuia rappresentano probabilmente esemplari immaturi, ma è chiaro che questo animale era totalmente acquatico. Era inoltre dotato di ceratobranchiali ossificati, e probabilmente anche gli adulti erano dotati di branchie.

## Classificazione
Thabanchuia oomie è noto attraverso tre crani con materiale postcranico associato, provenienti dalla "zona a Lystrosaurus" del Sudafrica (inizio del Triassico inferiore). Thabanchuia è il membro meglio conservato dei tupilakosauridi, un gruppo di anfibi temnospondili che sopravvissero all'estinzione di massa del Permiano - Triassico. I tupilakosauridi furono gli unici sopravvissuti mesozoici della radiazione evolutiva degli dvinosauri, un gruppo di anfibi dalle abitudini acquatiche tipici del Paleozoico, affini agli archegosauri e alla base del clade degli stereospondili. Si suppone che Thabanchuia o una forma simile sia stata in grado di ricolonizzare le latitudini settentrionali partendo dal Gondwana, immediatamente dopo la crisi di fine Permiano.